# سوسيوقراطية
السوسيوقراطية أو الحكم الاجتماعي هي أحد أنظمة الحكم والتي تحاول إيجاد حلول تخلق بيئات اجتماعية منسجمة بالإضافة إلى مؤسسات وأعمال منتجة. تتميز السوسيوقراطية باستخدام الرضى والمصادقة بدلا من تصويت الأغلبية في اتخاذ القرارات، ويُتَّخَذ القرار بعد المناقشة بين أناس يعرفون بعضهم.
تطور نظام مؤسسة الحكم السوسيوقراطي (بالإنجليزية: The Sociocratic Circle-Organization Method) في هولندا عن طريق المهندس الكهربائي ورائد الأعمال جيرارد إندنبيرغ ويعتمد على أعمال نشطاء السلام والمحاضرين بيتي كادبوري وكييز بويك وهو تجسيد حديث للطريقة.

## الأصل
كلمة سوسيوقراطية (بالإنجليزية: sociocracy) مشتقة من الكلمة اللاتينية socius والتي تعني الصحاب أو الرفقاء، وكلمة cratia والتي تشير إلى الطبقة الحاكمة كما في أرستقراطية وبلوتوقراطية وديمقراطية وسوسيوقراطية.
صاغ الكلمة لأول مرة في 1851 الفيلسوف الفرنسي أوغست كونت كمصطلح مواز لعلم الاجتماع، وهو العلم الذي يدرس كيف ينظم الناس أنفسهم في أنظمة اجتماعية. اعتقد كونت بأن الحكومة التي يقودها علماء الاجتماع ستستخدم الأسلوب العلمي لتحقيق متطلبات كل الشعب وليس الطبقة الحاكمة فقط. كان عالم الاجتماع الأمريكي ليستر فرانك وارد من أهم داعمي السوسيوقراطية كبديل للمنافسة السياسية التي كونتها الأغلبية المصوتة في ورقته التي نشرها عام 1881.
وسع وارد مفهومه عن السوسيوقراطية في المجتمع الحركي (1883) والعوامل النفسية للحضارة (1892). اعتقد وارد أن العامة المتعلمين جيدا هم ضرورة إذا أرادت الدولة أن تُحكم بكفاءة، وتكهن بوقت تؤدي فيه الطبيعة الشعورية الحزبية للسياسة المعاصرة إلى مناقشات أكثر فعالية وعلمية وخالية من المشاعر للقضايا والمشاكل. بالتالي فإن الديمقراطية ستؤدي إلى صورة أكثر تطورا من الحكومة وهي السوسيوقرطية.

## السوسيوقراطية في القرن العشرين
طور كل من داعي السلام الهولندي والمحاضر كييس بويكي وزوجته الناشطة الإنجليزية باتيرس كادبوري، طورا ووسعا أفكار وارد في منتصف القرن العشرين من خلال تطبيق أول هيكل تنظيمي سوسيوقراطي في مدرسة في بيلتهوفن بهولندا. المدرسة لا تزال موجودة تحت اسم ورشة جمعية الأطفال (Werkplaats Kindergemeenschap). اعتبر بويكي السوسيوقراطية على أنها أحد صور الحكم أو الإدارة والتي تفترض المساواة بين الأفراد والمبنية على الإجماع. هذه المساواة لا يُعَبَّر عنها بقانون «رجل واحد، صوت واحد» الخاص بالديمقراطية، ولكن بدلا من ذلك من خلال مجموعة من الأفراد الذين يتشاورون معا حتى يتوصلوا إلى قرار مُرض لكل منهم.
لجعل الأفكار السوسيوقراطية عملية، استخدم بويكي الإجماع في أخذ القرارات بناء على ممارسات جمعية الأصدقاء الدينية، التي وصفها بأنها إحدى أولى المنظمات السوسيوقراطية. استخدم بويكي أيضا نفس الأمر في المدرسة التي كان بها حوالي 400 طالب ومدرس حيث شارك الجميع في عملية أخذ القرارات في اجتماعات أسبوعية للوصول إلى حل مُرض للجميع. بعد ذلك يتفق الأفراد في كل مجموعة على الالتزام بهذا القرار. «بعد الوصول إلى موافقة عامة، عندها فقط نبدأ التنفيذ. ساد المكان جو مختلف عن ما ينتجه حكم الأغلبية». عرّف بويكي ثلاثة «قوانين أساسية»: (1) يجب أخذ مصالح كل الأعضاء في الاعتبار وعلى كل عضو أن يحترم مصالح الجميع. (2) لا يجب البدء في التنفيذ قبل الوصول إلى حل يرضي الجميع. (3) يجب على كل الأعضاء قبول هذه القرارات بعد الوصول إليها بالإجماع. إذا لم تصل مجموعة ما إلى قرار، يأخذ القرار مجموعة أعلى من الممثلين والذين تختارهم كل مجموعة. يجب ألا يتخطى حجم مجموعة أخذ القرار 40 ينقسمون إلى لجان أصغر من 5-6 لأخذ القرارات «ذات التفاصيل». بالنسبة للمجموعات الأكبر فإنهم يختارون هيكلا من الممثلين الذين يُحال إليهم أخذ القرارات.
يضع هذا النموذج أهمية كبيرة في دور الثقة. فلكي تكون العملية ناجحة، يجب أن يثق أعضاء كل مجموعة في بعضهم، ويُقال أن هذه الثقة ستُبنى مع مرور الوقت طالما كانت هذه الطريقة هي طريقة أخذ القرارات المستخدمة. عند تطبيق الفكرة على الحكم المدني، فإن الناس سيُجبرون على الاهتمام بمن يعيشون بجانبهم. فقط عندما يتمكن الناس من تطبيق هذه الطريقة في أحيائهم، عندها يمكن تطبيق المستوى الأعلى من الحكم السوسيوقراطي. في النهاية يُنْتَخَب الممثلين من مستويات المحليين العليا بهدف تأسيس «اجتماع عالمي لحكم وإدارة العالم».
«يعتمد كل شيء على روح جديدة تتخلخل بين الرجال. ربما بعد قرون عديدة من الخوف والشك والكراهية، تنتشر روح من الثقة المتبادلة والتآلف بين الدول. إن الممارسة المستمرة لفن السوسيوقراطية والتعليم هي ضرورة لأنها على ما يبدو أفضل طريقة لنشر هذه الروح التي يعتمد عليها العالم في حل مشاكله».

## في الممارسات الحديثة
في آخر الستينات وأول السبعينات، طور جيرارد إندنبيرغ –مهندس كهربائي وطالب سابق لبويكي- مبادئ بويكي وطبقها في شركة هندسة كهربائية عندما بدأ في إدارتها لوالديه قبل أن يمتلكها. أراد إندنبيرغ أن يكرر في بيئة أعمال جو التعاون والانسجام التي اختبرها في مدرسة بويكي. لاحظ إندنبيرغ أيضا أنه في الإنتاج الصناعي حيث يوجد قوة عاملة متغيرة ومتنوعة، لاحظ أنه لم يستطع انتظار العاملين كي يثقوا ببعضهم البعض قبل أن يقوموا بأخذ القرارات. لحل هذه المشكلة، عمل إندنبيرغ من خلال التجانس لتحليل فهمه للفيزياء والسيبرنيطيقا وتفكير الأنظمة لتطوير النظريات الاجتماعية والسياسية والتعليمية أكثر الخاصة بكونت ووارد وبويكي. ولأنه فهم كيف تعمل الأنظمة الميكانيكية والكهربائية، فقد قام بتطبيق هذه المبادئ على الأنظمة البشرية.
بعد سنوات من التجارب والتطبيق، طور إندنبيرغ أسلوبا تنظيميا رسميا أسماه أسلوب تنظيم الدائرة السوسيوقراطي (Sociocratische Kringorganisatie Methode). كان أسلوب إندنبيرغ معتمدا على عملية التعليقات الدائرية والتي كان يُطلق عليها في ذلك الوقت «عملية التعليقات الدائرية السببية»، والتي يُشار إليها حاليا باسم العملية الدائرية أو حلقة الآراء. يستخدم أسلوب تنظيم الدائرة السوسيوقراطي تتابعا من الدوائر المقابلة لوحدات أو أقسام المنظمة، ولكنه تتابع دائري يحيث تتجمع الروابط بين كل دائرة لتكوين حلقة آراء لكامل المنظمة.
تتطلب كل قرارات السياسة –التي ترتبط بتعيين الموارد وتقيد القرارات العملية- موافقة كل أعضاء الدائرة. يصل قادة العمليات إلى القرارات العملية اليومية داخل حدود السياسات المقررة في اجتماعات الدائرة. يُتَوَصَّلُ إلى قرارات السياسة التي تؤثر على أكثر من دائرة من خلال دائرة عليا تتكون من ممثلين من كل دائرة. يحافظ هيكل الدوائر المرتبطة التي تأخذ القرارات من خلال الموافقة على فعالية التتابع كما تحافظ على تكافؤ فرص الدوائر وأعضائها.
بدأ إندنبيرغ اختبار وتعديل تطبيقه لمبادئ بويكي في منتصف الستينات. بحلول منتصف السبعينات، بدأ إندنبيرغ الاستشارة في الأعمال الأخرى من أجل تطبيق أساليبه وفي النهاية بدأ العمل في المنظمات المختلفة.
في الثمانينات، أسس إندنبيرغ وصديقه آنفيك رايجمير القسم السوسيوقراطي (Sociocratisch Centrum) في روتردام، وبدأ في مساعدة المنظمات الأخرى في هولندا في تبني هذا الأسلوب.

### مبادئ أساسية
نٌشر أسلوب سياسة أخذ القرار الخاص بإندنبيرغ في الأصل على أنه يعتمد على أربعة مبادئ أساسية بهدف التأكيد على عملية اختيار الناس من أجل الأدوار والمسؤوليات والتي كانت خاضعة لعملية الموافقة أيضا. يُعتقد أن إندنبيرغ طور الطريقة في صورة ثلاثة مبادئ أساسية:

#### الموافقة تحكم عملية أخذ القرارات (المبدأ الأول)
يتم أخذ القرارات عندما لا يكون هناك أي «اعتراضات واضحة»، أي عندما يكون هناك موافقة من كل المشتركين. يجب مناقشة الاعتراضات بناء على قدرة المُعترض على العمل بإنتاجية نحو تحقيق أهداف المنظمة. يتم أخذ كافة القرارات من خلال سياسة الموافقة، على الرغم من إمكانية موافقة المجموعة على استخدام أسلوب آخر لأخذ القرارات. من خلال هذه السياسات، يتم أخذ القرارات اليومية عادة بالصورة التقليدية. عامة فإن الاعتراضات لها قيمة كبيرة من أجل سماع هموم كل عضو. تُسمى هذه العملية أحيانا «حصاد الاعتراضات». يتم التأكيد على أن التركيز على الاعتراضات أولا يؤدي إلى عملية أخذ قرارات أكثر فعالية.

#### التنظيم في دوائر (المبدأ الثاني)
تتكون المنظومة السوسيوقراطية من تسلسل من الدوائر شبه المستقلة ذاتيا. إلا أن التسلسل لا يشكل هيكل قوة مثل التسلسل الأوتوقراطي، فلكل دائرة الحق في تنفيذ وقياس والتحكم في عملياتها الخاصة من أجل تحقيق أهدافها الخاصة. بالتالي فإن الدائرة تحكم حيزا محددا من المسؤولية داخل سياسات المنظومة الأكبر. الدوائر مسؤولة أيضا عن تطورها الذاتي وعن تطور كل عضو فيها. غالبا ما يُطلق عليها اسم نظرية التحديد الذاتي بأن «من المتوقع أن تقوم الدائرة وأعضاؤها بتحديد ما يريدون معرفته ليظلوا متنافسين في مجالهم ولتحقيق أهداف دائرتهم».

#### الربط المزدوج (المبدأ الثالث)
يعمل الأفراد العاملون كروابط كأعضاء متكاملين في عملية أخذ القرارات سواء في دائرتهم الخاصة أو الدائرة العليا التالية. قائد الدائرة الميداني طبقا للتعريف هو عضو في الدائرة العليا التالية ويمثل المنظومة الأكبر في عملية أخذ القرار داخل الدائرة التي يقودها. تصوت كل دائرة أيضا للوصول إلى ممثل يمثل اهتمامات الدائرة في الدائرة العليا التالية. تشكل هذه الروابط حلقة آراء وتعليقات بين الدوائر.

#### الانتخابات عن طريق الموافقة (المبدأ الرابع)
يُعتبر المبدأ الرابع امتداد للمبدأ الأول. يُنتخب الأفراد للقيام بأدوار ومسؤوليات في نقاش مفتوح باستخدام نفس معايير الموافقة المستخدمة في عملية إتخاذ القرارات. يرشح أعضاء الدائرة أنفسهم أو يرشحون أعضاء آخرين من الدائرة ويقدمون أسباب اختيارهم. بعد النقاش، بإمكان الناس أن يغيروا مرشحيهم، ويقترح قائد النقاش انتخاب الشخص الذي قُدمت له أقوى الأسباب. قد يعترض أعضاء الدائرة ليستمر النقاش. بالنسبة إلى دور قد يشغله العديد من الناس، قد يستمر النقاش عدة دورات. عندما يقل عدد الأشخاص المرشحين للمهمة، تتقارب العملية سريعا. قد يقرر أعضاء الدائرة اختيار فرد ليس عضوا حاليا في الدائرة.

#### المبادئ الثلاثة
عند التشكيل الأولي للأسلوب التنظيمي للدائرة السوسيوقراطية، حدد إندنبيرغ ثلاثة مبادئ واعتبر الرابع (الانتخابات عن طريق الموافقة) ليس مبدأ منفصلا ولكن طريقة لأخذ القرارات عن طريق الموافقة عندما يكون هناك اختيارات مختلفة. اعتبر إندنبيرغ المبدأ الرابع جزءا من المبدأ الأول (الموافقة تحكم عملية أخذ القرارات) ولكن العديد من الناس أساؤوا فهم أن انتخاب الناس من أجل الأدوار والمسؤوليات هو اعتماد للموارد وبالتالي سياسة أخذ القرارات. للتأكيد على أهمية أخذ هذه القرارات في اجتماعات الدائرة، فصلها إندنبيرغ في مبدأ رابع.